# Championnat de France féminin de handball de deuxième division 2000-2001
Navigation
D2F 1999-2000 D2F 2001-2002
Le championnat de France féminin de handball de deuxième division 2000-2001 est la trentième édition de cette compétition, deuxième plus haut niveau du championnat de France de ce sport. 
L'Issy-les-Moulineaux HBF remporte la titre de champion de France de D2 et retrouve la Division 1 un an après l'avoir quitté. Le second promu est l'US Alfortville, deuxième.
En bas du classement, trois clubs descendent en Nationale 1 : le Bergerac Handball, le Stade béthunois et Bourg-de-Péage.

## Classement final
Le classement final est :
|    | Équipe                    | Pts | J  | G  | N | P  | Bp  | Bc  | Diff |
| -- | ------------------------- | --- | -- | -- | - | -- | --- | --- | ---- |
| 1  | Issy-les-Moulineaux HBFR  | 60  | 22 | 18 | 2 | 2  | 000 | 000 |      |
| 2  | US Alfortville            | 56  | 22 | 16 | 2 | 4  | 000 | 000 |      |
| 3  | Le Havre AC               | 55  | 22 | 16 | 1 | 5  | 000 | 000 |      |
| 4  | SC Angoulême              | 53  | 22 | 15 | 1 | 6  | 000 | 000 |      |
| 5  | Brest Penn-ar-Bed         | 49  | 22 | 12 | 3 | 7  | 000 | 000 |      |
| 6  | Poitiers EC               | 48  | 22 | 11 | 4 | 7  | 000 | 000 |      |
| 7  | ESC Yutz                  | 43  | 22 | 10 | 1 | 11 | 000 | 000 |      |
| 8  | Aunis La Rochelle-Périgny | 41  | 22 | 9  | 1 | 12 | 000 | 000 |      |
| 9  | HOC Saint-Cyr-sur-Mer     | 36  | 22 | 6  | 2 | 14 | 000 | 000 |      |
| 10 | Bergerac HandballP        | 34  | 22 | 5  | 2 | 15 | 000 | 000 |      |
| 11 | Stade Béthune             | 26  | 22 | 2  | 0 | 20 | 000 | 000 |      |
| 12 | Bourg-de-Péage            | 26  | 22 | 2  | 1 | 19 | 000 | 000 |      |

Légende
|   | Champion de France de deuxième division  |
|   | Promotion en Division 1                  |
|   | Relégation en Nationale 1                |
| P | Promu de Nationale 1 en début de saison  |
| R | Relégué de Division 1 en début de saison |